# Gyps tenuirostris
Il grifone beccosottile (Gyps tenuirostris G. R. Gray, 1844) è un rapace della famiglia degli Accipitridi.

## Descrizione
Questo avvoltoio gracile (lunghezza totale 80–95 cm) e dall'aspetto trasandato ha testa e collo neri e quasi completamente glabri e becco di colore scuro. Le piume sul resto del corpo sono marroni, e la regione ventrale è segnata da striature color marrone chiaro. Sulle cosce sono presenti chiazze ricoperte di piumino bianco chiaramente visibili in volo. I giovani sono simili agli adulti, ma hanno testa e collo ricoperti da un piumino bianco che spicca sullo sfondo nero della pelle.

## Distribuzione e habitat
Il grifone beccosottile è diffuso in Bangladesh, India, Cambogia, Laos, Birmania, Nepal e Thailandia, ma si ritiene sia attualmente scomparso da Vietnam e Malaysia.
È presente sia in aree aperte che parzialmente boschive, prevalentemente nelle pianure. Vive anche nei pressi delle abitazioni umane e si aggira in cerca di cibo nelle discariche e nei mattatoi.

## Biologia
Il grifone beccosottile non è stato ancora studiato dettagliatamente ed è stato elevato al rango di specie a sé solo di recente, essendo stato considerato una sottospecie di Gyps indicus fino al 2000. Costruisce nidi compatti in colonie allargate di meno di dieci esemplari a sette-quindici metri di altezza su alberi grandi e frondosi. La stagione riproduttiva va da ottobre ad aprile, e ogni coppia di avvoltoi produce un singolo uovo. L'incubazione è un compito condiviso da entrambi i genitori.
Nutrendosi unicamente di carogne, il grifone beccosottile predilige i resti di bestiame domestico, ma consuma anche le carcasse di cervi e cinghiali selvatici uccisi dalle tigri, nonché i resti della carne scartata dagli uomini. Il grifone beccosottile tollera la presenza di altre specie di avvoltoi e saprofagi mentre mangia; dopo essersi sfamato, riposa per digerire il pasto.
Il grifone beccosottile non ha abitudini migratorie, ma gli esemplari giovani o privi di partner possono ricoprire enormi distanze in volo.

## Conservazione
Dopo aver subito un declino estremamente rapido a causa di un fattore precedentemente ritenuto sconosciuto, il grifone beccosottile rischia seriamente di scomparire se non verranno prese immediate misure di conservazione. A partire dal 2000, esemplari morti o morenti appartenenti al genere Gyps iniziarono a essere rinvenuti così frequentemente in Nepal e India che si pensò che tali specie fossero colpite da una epidemia. In un primo momento gli studiosi attribuirono la causa di una mortalità così elevata a un virus fatale, ma le analisi di laboratorio rivelarono che gli avvoltoi stavano soffrendo di insufficienza renale in seguito al consumo di carne di bestiame precedentemente trattato con un farmaco anti-infiammatorio, il diclofenac. Infatti, il declino degli avvoltoi è dovuto proprio all'utilizzo di questo farmaco letale, presente solamente in piccole quantità in ogni carcassa di ungulato, ma dal momento che gli avvoltoi si spostano anche su lunghe distanze alla ricerca di carogne, una parte considerevole della popolazione è rimasta colpita.
Nell'India orientale, la quasi completa scomparsa del grifone beccosottile avvenne prima dell'attuale disastro causato dal farmaco e si ritiene sia correlata alla diminuzione dei grandi mammiferi selvatici, nonché al consumo umano di bestiame morto per cause naturali.
Le conseguenze del declino degli avvoltoi del genere Gyps si fanno già sentire per gli esseri umani, dato che le carcasse in putrefazione rimangono intatte, costituendo così un pericolo per la salute e attirando oltretutto le numerose popolazioni di cani rinselvatichiti portatori di rabbia.
È necessario impedire agli avvoltoi di avvicinarsi a carcasse di bestiame che sono state contaminate con il diclofenac, e trovare un farmaco sostitutivo alternativo. L'impegno del governo per il controllo dell'uso del farmaco è fondamentale, ma finché esso non sarà interamente rimosso dall'ambiente, varie organizzazioni per la protezione degli uccelli in collaborazione tra loro stanno progettando un piano che prevede la cattura e l'allevamento in cattività per i prossimi 20-30 anni di quanti più avvoltoi beccosottile possibile per evitare ulteriori decessi, che ridurrebbero ulteriormente la possibilità di recupero di questa già rara specie.